# Arūnas Burkšas
Arūnas Burkšas (* 25. Januar 1965 in Neringa) ist ein litauischer Politiker, ehemaliger Leiter des Bezirks Klaipėda und Vizebürgermeister von Neringa.

## Leben
Nach dem Abitur 1983 an der Mittelschule Nida studierte Burkšas an der Fakultät Klaipėda am Šiaulių pedagoginis institutas. 1993 absolvierte er ein Diplomstudium an der Klaipėdos universitetas und 2005 das MBA-Masterstudium an der Kauno technologijos universitetas in Kaunas. Von 1995 bis 1997 und von 2007 bis 2008 war er stellvertretender Bürgermeister der Gemeinde Neringa. Von 2011 bis 2014 leitete er als Direktor das Unternehmen UAB „Nidos stiegė“.
Burkšas ist verheiratet. Mit Frau Valentina Burkšienė hat er den Sohn Einaras und die Tochter Roberta.
Er ist Mitglied der Partei Lietuvos laisvės sąjunga (liberalai).